# Harriet Marble
Harriet Beecher Stowe Marble (2 de mayo de 1885 – 12 de enero de 1966) fue una de las primeras mujeres farmacéuticas afroamericanas y la primera en obteniendo su grado en la Meharry Medical College en 1906. Trabajó en farmacias en varios estados, hasta establecerse en su propia farmacia en Lexington (Kentucky). Fue oficial de la sección farmacéutica de la Asociación Médica Nacional y luego su vicepresidenta.

## Primeros años y educación
Harriet Marble nació en Yazzo City, Misisipi, el 2 de mayo de 1885. Sus padres eran Solomon y Lear Ann (Molette) Marble y tuvo una hermana llamada Lillie Marble Ray.
Marble se graduó de la Secundaria Yazoo City en 1903 y obtuvo su licenciatura en farmacia de la Meharry Medical College en Nashville en 1906. Pasó las pruebas para trabajar como farmacéutica en varios estado, obteniendo las mejoras calificaciones de los 77 postulantes en Misisipi en 1908.

## Carrera
Desde 1907 a 1909, Marble trabajó en una farmacia de Jeter and Jeter en Oklahoma City, luego en una farmacia de Brown and Fisher en laurel, Misisipi desde 1909 a 1911. Luego trabajó durante dos años como farmacéutica hospitalaria y luego en el Tuskegee Normal and Industrial College en Alabama. Desde 1915, Marble gestionó su propia farmacia en Yazzo City antes de mudarse a Lexington, Kentucky en 1921 junto con otros miembros de su familia.
Marble permaneció en Lexington por el resto de su vida, convirtiéndose en “una de las mujeres de negocio más exitosas de Kentucky.” Tenía una propiedad en 118 North Broadway, la cual renovó para tener consultas médicas, una farmacia y una residencia donde vivió el resto de su vida. Marble también fue socia de una compañía que patrocinó conciertos en Lexington por Cab Calloway y Duke Ellington.
Fue elegida como encargada de la sección farmacéutica de la Asociación Médica Nacional (NMA) en 1913, y como vicepresidenta en 1919.

## Vida personal
Marble era católica y apoyaba al Partido Progresista. Murió en Kentucky el 12 de enero de 1966 a la edad de 80 años. Su testamento incluyó becas para la Universidad de Kentucky, aunque no se sabe si se hizo un legado.
En el 2009, un electricista, mientras trabajaba, encontró en el ático de la propiedad en 118 North Broadway, cosas pertenecientes a Marble. Incluía correspondencia con madame C. J. Walke, quien fue la primera mujer de negocios afroamericana que se convirtió en millonaria.